# Anastasia Grebjonkina

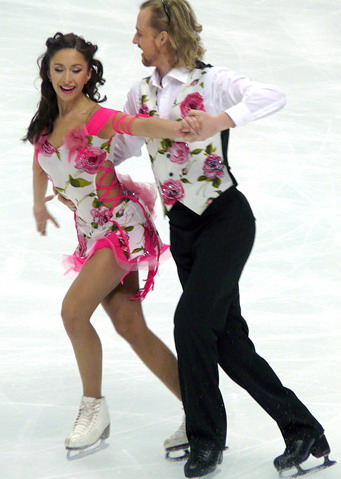
Anastasia Grebenkina en Vazgen Azrojan

Anastasia Joerjevna Grebjonkina (Russisch: Анастасия Юрьевна Гребёнкина) (Moskou, 18 januari 1979) is een in Rusland geboren Armeense kunstschaatsster.
Grebenkina is actief in het ijsdansen en haar vaste sportpartner is Vazgen Azrojan en zij worden gecoacht door Aleksandr Zjoelin. Grebjonkina en Azrojan schaatsen met elkaar sinds 1996. Tot en met 1998 schaatsten ze onder de Russische vlag, maar nadat ze tijdelijk uit elkaar gingen nam Azrojan een Armeens paspoort aan en schaatste hij voor dat land met Tiffany Hyden. Vanaf de hereniging in 2003 ruilde ook Grebjonkina haar paspoort in voor een Armeens paspoort.
| records                | punten | datum      | toernooi        |
| ---------------------- | ------ | ---------- | --------------- |
| Hoogste totaalscore    | 162.64 | 03-12-2005 | NHK Trophy 2005 |
| Hoogste verplichte kür | 29.31  | 25-01-2005 | EK 2005         |
| Hoogste originele kür  | 49.71  | 02-12-2005 | NHK Trophy 2005 |
| Hoogste vrije kür      | 83.90  | 03-12-2005 | NHK Trophy 2005 |

## Belangrijke resultaten
(1994 met Erik Samovich voor Letland, 2001 met Vitali Novikov voor Rusland, 2003-2007 met Vazgen Azrojan voor Armenië uitkomend)
| Kampioenschap           | 1994 |  | 2001 |  | 2003 | 2004 | 2005 | 2006 | 2007 |
| ----------------------- | ---- |  | ---- |  | ---- | ---- | ---- | ---- | ---- |
| Olympische Spelen       |      |  |      |  |      |      |      | 20e  |      |
| Wereldkampioenschap     | 28e  |  |      |  | 24e  | 19e  | 17e  |      | 22e  |
| Europees Kampioenschap  |      |  |      |  |      | 13e  | 11e  | 14e  | 14e  |
| Nationaal Kampioenschap |      |  | 8e   |  | Goud | Goud | Goud |      |      |